# Тит Сициний (трибун 395 пр.н.е.)
Тит Сициний (на латински: Titus Sicinius) е политик на Римската република през началото на 4 век пр.н.е. Произлиза от плебейската фамилия Сицинии.
През 395 пр.н.е. той е народен трибун с колеги Квинт Помпоний и Авъл Вергиний. Те организират римската колония Вейи, етруският град, който през 396 пр.н.е. бил завладян от диктатора Марк Фурий Камил и присъединен към владенията на Рим.
Роднина е на Гай Сициний (народен трибун 449 пр.н.е.).